# Llista de topònims de Tona
Llista de topònims (noms propis de lloc) del municipi de Tona, a Osona
Informació actualitzada per un bot. Els canvis manuals es perdran quan s'actualitzi!

## cabana
| imatge | Nom                            | Ubicat a | instància de | Detalls                     | coordenades                                          | Protecció                                  | Commons (més fotos) | Dades a WD                    |
| ------ | ------------------------------ | -------- | ------------ | --------------------------- | ---------------------------------------------------- | ------------------------------------------ | ------------------- | ----------------------------- |
|        | Cabanya de Segalers            | Tona     | cabana       | Estil: arquitectura popular | 41° 51′ 58″ N, 2° 12′ 20″ E / 41.866211°N,2.205624°E | bé integrant del patrimoni cultural català |                     | Modifica les dades a Wikidata |
|        | Cabanya del Prat de la Barroca | Tona     | cabana       | Estil: arquitectura popular | 41° 51′ 29″ N, 2° 12′ 24″ E / 41.858002°N,2.206763°E | bé integrant del patrimoni cultural català |                     | Modifica les dades a Wikidata |

## casa
| imatge | Nom                                          | Ubicat a | instància de | Detalls                                                               | coordenades                                                                                                | Protecció                                  | Commons (més fotos)                          | Dades a WD                    |
| ------ | -------------------------------------------- | -------- | ------------ | --------------------------------------------------------------------- | --- | ------------------------------------------ | -------------------------------------------- | ----------------------------- |
|        | Antic Hotel Ristol                           | Tona     | casa         | Estil: arquitectura popular 19th century                              | 41° 51′ 15″ N, 2° 13′ 44″ E / 41.854067°N,2.228819°E ca:C. Doctor Bayés, 2 574 msnm                        | bé cultural d'interès local                | Antic Hotel Ristol                           | Modifica les dades a Wikidata |
|        | Ca la Carolina                               | Tona     | casa         |                                                                       | 41° 51′ 08″ N, 2° 13′ 43″ E / 41.85212°N,2.22856°E ca:c. Major, 53                                         |                                            |                                              | Modifica les dades a Wikidata |
|        | Ca la Parrilla                               | Tona     | casa         | Estil: arquitectura popular 18th century                              | 41° 51′ 06″ N, 2° 13′ 42″ E / 41.851576°N,2.228287°E ca:C. Major, 32 582 msnm                              | bé cultural d'interès local                | Ca la Parrilla                               | Modifica les dades a Wikidata |
|        | Ca la Porrona                                | Tona     | casa         | 1934                                                                  | 41° 50′ 57″ N, 2° 13′ 41″ E / 41.84925°N,2.22809°E ca:c. Barcelona, 27                                     |                                            |                                              | Modifica les dades a Wikidata |
|        | Cal Jepa                                     | Tona     | casa         | Estil: arquitectura popular 18th century                              | 41° 51′ 07″ N, 2° 13′ 42″ E / 41.85197°N,2.228405°E ca:C. Major, 42 581 msnm                               | bé cultural d'interès local                | Cal Jepa                                     | Modifica les dades a Wikidata |
|        | Cal Masset                                   | Tona     | casa         | 20th century                                                          | 41° 50′ 57″ N, 2° 13′ 41″ E / 41.84913°N,2.22807°E ca:c. Barcelona, 31                                     |                                            |                                              | Modifica les dades a Wikidata |
|        | Cal Metge                                    | Tona     | casa         | Estil: arquitectura popular                                           | 41° 51′ 04″ N, 2° 13′ 42″ E / 41.851099°N,2.228297°E ca:C. Major, 21 586 msnm                              | bé cultural d'interès local                | Cal Metge (Tona)                             | Modifica les dades a Wikidata |
|        | Cal Milà                                     | Tona     | casa         | Estil: arquitectura modernista noucentisme 20th century               | 41° 51′ 03″ N, 2° 13′ 42″ E / 41.850929°N,2.228342°E ca:Carrer Major, 11 590 msnm                          | bé cultural d'interès local                | Cal Milà (Tona)                              | Modifica les dades a Wikidata |
|        | Cal Nierra                                   | Tona     | casa         | Arquitecte: Manuel Gausa i Navarro 1927                               | 41° 51′ 09″ N, 2° 13′ 43″ E / 41.85247°N,2.22866°E ca:c. Major, 67                                         |                                            |                                              | Modifica les dades a Wikidata |
|        | Cal Peret                                    | Tona     | casa         |                                                                       | 41° 50′ 56″ N, 2° 13′ 41″ E / 41.84881°N,2.22803°E ca:c. Barcelona, 39                                     |                                            |                                              | Modifica les dades a Wikidata |
|        | Cal Xirimillo                                | Tona     | casa         |                                                                       | 41° 51′ 09″ N, 2° 13′ 43″ E / 41.85251°N,2.22867°E ca:c. Major, 69                                         |                                            |                                              | Modifica les dades a Wikidata |
|        | Can Baulenes                                 | Tona     | casa         | Estil: arquitectura popular 16th century                              | 41° 50′ 45″ N, 2° 13′ 40″ E / 41.84591°N,2.22785°E ca:C. Nou, 23 597 msnm                                  | bé integrant del patrimoni cultural català | Can Baulenes                                 | Modifica les dades a Wikidata |
|        | Can Benet                                    | Tona     | casa         |                                                                       | 41° 51′ 08″ N, 2° 13′ 43″ E / 41.85234°N,2.22864°E ca:c. Major, 61-63                                      |                                            |                                              | Modifica les dades a Wikidata |
|        | Can Calutxo                                  | Tona     | casa         |                                                                       | 41° 51′ 09″ N, 2° 13′ 43″ E / 41.85242°N,2.22849°E ca:c. Major, 58                                         |                                            |                                              | Modifica les dades a Wikidata |
|        | Can Mas                                      | Tona     | casa         | Estil: arquitectura barroca 18th century                              | 41° 50′ 57″ N, 2° 13′ 41″ E / 41.849056°N,2.228052°E ca:C. Barcelona, 33 595 msnm                          | bé cultural d'interès local                | Can Mas (Tona)                               | Modifica les dades a Wikidata |
|        | Can Meliton                                  | Tona     | casa         | Estil: arquitectura modernista noucentisme                            | 41° 51′ 08″ N, 2° 13′ 43″ E / 41.852108°N,2.228531°E ca:C. Major, 51 581 msnm                              | bé cultural d'interès local                | Can Meliton (Tona)                           | Modifica les dades a Wikidata |
|        | Can Moles                                    | Tona     | casa         | Estil: arquitectura modernista noucentisme 20th century               | 41° 50′ 58″ N, 2° 13′ 41″ E / 41.84933°N,2.228104°E ca:Carrer Barcelona, 25 594 msnm                       | bé cultural d'interès local                | Can Moles                                    | Modifica les dades a Wikidata |
|        | Can Paiella                                  | Tona     | casa         |                                                                       | 41° 51′ 08″ N, 2° 13′ 42″ E / 41.85212°N,2.22844°E ca:c. Major, 46                                         |                                            |                                              | Modifica les dades a Wikidata |
|        | Can Pubill                                   | Tona     | casa         | Estil: arquitectura popular 18th century Estat: enderrocat o destruït | 41° 50′ 54″ N, 2° 13′ 41″ E / 41.848445°N,2.228121°E ca:C. Barcelona, 43 596 msnm                          | bé integrant del patrimoni cultural català | Can Pubill (Tona)                            | Modifica les dades a Wikidata |
|        | Can Trezó                                    | Tona     | casa         | 20th century                                                          | 41° 50′ 52″ N, 2° 13′ 42″ E / 41.84788°N,2.22828°E ca:c. Barcelona, 55                                     |                                            |                                              | Modifica les dades a Wikidata |
|        | Can Vileca                                   | Tona     | casa         |                                                                       | 41° 51′ 06″ N, 2° 13′ 42″ E / 41.8518°N,2.22834°E ca:c. Major, 38                                          |                                            |                                              | Modifica les dades a Wikidata |
|        | Can Viloi                                    | Tona     | casa         |                                                                       | 41° 51′ 08″ N, 2° 13′ 43″ E / 41.85225°N,2.22862°E ca:c. Major, 59                                         |                                            |                                              | Modifica les dades a Wikidata |
|        | Casa Nova de can Cases                       | Tona     | casa         | 1918                                                                  | 41° 50′ 55″ N, 2° 13′ 40″ E / 41.84866°N,2.22791°E ca:c. Barcelona, 44                                     |                                            |                                              | Modifica les dades a Wikidata |
|        | Casa de Pere Molera                          | Tona     | casa         | Estil: arquitectura popular 17th century                              | 41° 50′ 51″ N, 2° 13′ 42″ E / 41.847365°N,2.228364°E ca:Pl. de l'Hostal, 7 596 msnm                        | bé integrant del patrimoni cultural català | Casa de Pere Molera                          | Modifica les dades a Wikidata |
|        | Corominons de la Barroca                     | Tona     | casa         |                                                                       | 41° 51′ 18″ N, 2° 12′ 12″ E / 41.855062°N,2.203322°E                                                       | bé cultural d'interès local                |                                              | Modifica les dades a Wikidata |
|        | Façana al carrer Major, 64                   | Tona     | casa         | Estil: noucentisme 20th century Estat: enderrocat o destruït          | 41° 51′ 10″ N, 2° 13′ 43″ E / 41.852859°N,2.228544°E ca:C. Major, 64 580 msnm                              | bé integrant del patrimoni cultural català | Façana al carrer Major, 64 (Tona)            | Modifica les dades a Wikidata |
|        | Façana de la casa al carrer Major, 60 (Tona) | Tona     | casa         | Estil: arquitectura eclèctica 20th century                            | 41° 51′ 09″ N, 2° 13′ 43″ E / 41.852601°N,2.228536°E ca:C. Major, 60 580 msnm                              | bé integrant del patrimoni cultural català | Façana de la casa al carrer Major, 60 (Tona) | Modifica les dades a Wikidata |
|        | Façana del segle XVI                         | Tona     | casa         | Estil: arquitectura popular 16th century                              | 41° 51′ 00″ N, 2° 13′ 42″ E / 41.850009°N,2.228222°E ca:C. Barcelona, 7 592 msnm                           | bé integrant del patrimoni cultural català | Façana del segle XVI (Tona)                  | Modifica les dades a Wikidata |
|        | Habitatge amb façana de l'any 1930           | Tona     | casa         | Estil: arquitectura popular 20th century                              | 41° 51′ 06″ N, 2° 13′ 45″ E / 41.85176°N,2.229038°E ca:C. Maduixes, 21 581 msnm                            | bé integrant del patrimoni cultural català | Habitatge amb façana de l'any 1930 (Tona)    | Modifica les dades a Wikidata |
|        | Habitatge carrer Antoni Figueras 14          | Tona     | casa         | 1915                                                                  | 41° 51′ 09″ N, 2° 13′ 45″ E / 41.8524952°N,2.2291222°E ca:c. Antoni Figueras, 14                           |                                            |                                              | Modifica les dades a Wikidata |
|        | Torre Ferrer Baulena                         | Tona     | casa         | Estil: arquitectura modernista noucentisme 20th century               | 41° 51′ 33″ N, 2° 13′ 46″ E / 41.859073°N,2.229498°E ca:Carrer Joan Llussà 568 msnm                        | bé cultural d'interès local                | Torre Ferrer Baulena                         | Modifica les dades a Wikidata |
|        | Torre Maria                                  | Tona     | casa         | Estil: noucentisme 20th century                                       | 41° 50′ 56″ N, 2° 13′ 06″ E / 41.848753°N,2.218293°E ca:Ctra. Manresa, 38 621 msnm                         | bé cultural d'interès local                | Torre Maria (Tona)                           | Modifica les dades a Wikidata |
|        | Torre Roqueta                                | Tona     | casa         | Estil: arquitectura modernista 20th century                           | 41° 51′ 32″ N, 2° 13′ 50″ E / 41.85889°N,2.230549°E ca:C. Dr. Bayés, 79 565 msnm                           | bé cultural d'interès local                | Torre Roqueta (Tona)                         | Modifica les dades a Wikidata |
|        | Torre Rosales                                | Tona     | casa         | Estil: arquitectura modernista noucentisme 20th century               | 41° 51′ 31″ N, 2° 13′ 45″ E / 41.858482°N,2.229239°E ca:Carrer Llaussà, 43 568 msnm                        | bé cultural d'interès local                | Torre Rosales                                | Modifica les dades a Wikidata |
|        | Torre Salvans                                | Tona     | casa         | Estil: arquitectura modernista noucentisme 20th century               | 41° 51′ 31″ N, 2° 13′ 46″ E / 41.858719°N,2.229333°E ca:Carrer Llaussà, 45 568 msnm                        | bé cultural d'interès local                | Torre Salvans                                | Modifica les dades a Wikidata |
|        | Torre Simon                                  | Tona     | casa         | Estil: noucentisme arquitectura modernista 20th century               | 41° 51′ 30″ N, 2° 13′ 47″ E / 41.85835°N,2.22979°E ca:C. Doctor Bayés, 75 566 msnm                         | bé cultural d'interès local                | Torre Simon, Tona                            | Modifica les dades a Wikidata |
|        | Torre de la Font del Ferro                   | Tona     | casa         | Estil: noucentisme 20th century                                       | 41° 50′ 55″ N, 2° 13′ 05″ E / 41.848693°N,2.217988°E ca:Ctra. Manresa, 40 621 msnm                         | bé cultural d'interès local                | Torre de la Font del Ferro                   | Modifica les dades a Wikidata |
|        | Torres Llaussà                               | Tona     | casa         | Estil: arquitectura modernista noucentisme                            | 41° 51′ 30″ N, 2° 13′ 49″ E / 41.858206°N,2.230349°E ca:Carrer Dr. Antoni Bayés, 75                        |                                            |                                              | Modifica les dades a Wikidata |
|        | Xalet Arbelay                                | Tona     | casa         | Estil: noucentisme 20th century                                       | 41° 50′ 56″ N, 2° 13′ 08″ E / 41.848981°N,2.218819°E ca:Pg. de la Suïssa, 1 - cra. de Manresa, 36 617 msnm | bé cultural d'interès local                | Xalet Arbellay                               | Modifica les dades a Wikidata |
|        | Xalet al carrer Sant Joaquim, 2              | Tona     | casa         | Estil: arquitectura popular 20th century                              | 41° 51′ 24″ N, 2° 13′ 45″ E / 41.856574°N,2.229305°E ca:C. Sant Joaquim, 2-6 570 msnm                      | bé cultural d'interès local                | Xalet al carrer Sant Joaquim, 2-6 (Tona)     | Modifica les dades a Wikidata |
|        | casa al carrer Barcelona, 1                  | Tona     | casa         | Estil: arquitectura popular 19th century                              | 41° 51′ 01″ N, 2° 13′ 42″ E / 41.850214°N,2.22824°E ca:C. Barcelona, 1 590 msnm                            | bé integrant del patrimoni cultural català | Casa al carrer Barcelona, 1 (Tona)           | Modifica les dades a Wikidata |
|        | casa al carrer Barcelona, 15                 | Tona     | casa         | Estil: arquitectura popular 19th century                              | 41° 50′ 59″ N, 2° 13′ 41″ E / 41.84971°N,2.228179°E ca:C. Barcelona, 15 592 msnm                           | bé cultural d'interès local                | Casa al carrer Barcelona, 15 (Tona)          | Modifica les dades a Wikidata |
|        | casa al carrer Major, 12                     | Tona     | casa         | Estil: arquitectura barroca arquitectura popular                      | 41° 51′ 03″ N, 2° 13′ 41″ E / 41.850802°N,2.228169°E                                                       |                                            |                                              | Modifica les dades a Wikidata |
|        | casa del c. Antoni Figueras 24, 26, 28       | Tona     | casa         | 1920                                                                  | 41° 51′ 07″ N, 2° 13′ 46″ E / 41.85194°N,2.22934°E ca:c. Antoni Figueras 24, 26, 28                        |                                            |                                              | Modifica les dades a Wikidata |
|        | casa del c. Antoni Figueras 32               | Tona     | casa         | 1929                                                                  | 41° 51′ 07″ N, 2° 13′ 46″ E / 41.85182°N,2.22942°E ca:c. Antoni Figueras 32                                |                                            |                                              | Modifica les dades a Wikidata |
|        | casa del c. Antoni Figueras 34               | Tona     | casa         | 1936                                                                  | 41° 51′ 06″ N, 2° 13′ 46″ E / 41.85155°N,2.22954°E ca:c. Antoni Figueras 34 amb c. Maduixes                |                                            |                                              | Modifica les dades a Wikidata |
|        | casa del c. Bayés 13-15                      | Tona     | casa         |                                                                       | 41° 51′ 17″ N, 2° 13′ 45″ E / 41.85482°N,2.22907°E ca:c. Bayés 13-15                                       |                                            |                                              | Modifica les dades a Wikidata |
|        | casa del c. Dr. Bayés 1 - 1 bis              | Tona     | casa         | 1903                                                                  | 41° 51′ 14″ N, 2° 13′ 44″ E / 41.8539797°N,2.2287887°E ca:c. Dr. Bayés 1 -1 bis                            |                                            |                                              | Modifica les dades a Wikidata |
|        | casa del c. Dr. Bayés 17                     | Tona     | casa         | 1930                                                                  | 41° 51′ 18″ N, 2° 13′ 45″ E / 41.85493°N,2.22909°E ca:c. Dr. Bayés, 17                                     |                                            |                                              | Modifica les dades a Wikidata |
|        | casa del c. Dr. Bayés 38                     | Tona     | casa         | 1960                                                                  | 41° 51′ 13″ N, 2° 13′ 44″ E / 41.85368°N,2.22894°E ca:c. Dr. Bayés 38                                      |                                            |                                              | Modifica les dades a Wikidata |
|        | casa del c. Dr. Bayés 4                      | Tona     | casa         | 1910                                                                  | 41° 51′ 14″ N, 2° 13′ 44″ E / 41.85386°N,2.22899°E ca:c. Dr. Bayés 4                                       |                                            |                                              | Modifica les dades a Wikidata |
|        | casa del c. Dr. Bayés 5                      | Tona     | casa         | 1925                                                                  | 41° 51′ 16″ N, 2° 13′ 44″ E / 41.8544°N,2.22892°E ca:c. Dr. Bayés 5                                        |                                            |                                              | Modifica les dades a Wikidata |
|        | casa del c. Dr. Bayés 7                      | Tona     | casa         | 1898                                                                  | 41° 51′ 16″ N, 2° 13′ 44″ E / 41.8545121°N,2.2289901°E ca:c. Dr. Bayés, 7                                  |                                            |                                              | Modifica les dades a Wikidata |
|        | casa del c. Dr. Bayés 9                      | Tona     | casa         | 1894                                                                  | 41° 51′ 16″ N, 2° 13′ 44″ E / 41.85455°N,2.22897°E ca:c. Dr. Bayés 9                                       |                                            |                                              | Modifica les dades a Wikidata |
|        | casa del c. Dr. Bayés, 3                     | Tona     | casa         | 1930                                                                  | 41° 51′ 16″ N, 2° 13′ 44″ E / 41.8544441°N,2.2289741°E ca:c. Dr. Bayés, 3                                  |                                            |                                              | Modifica les dades a Wikidata |
|        | casa del c. Taradell 13 bis                  | Tona     | casa         | 1900                                                                  | 41° 51′ 14″ N, 2° 13′ 47″ E / 41.85376°N,2.22985°E ca:c. Taradell 13 bis                                   |                                            |                                              | Modifica les dades a Wikidata |
|        | casa del c. de les Maduixes 23               | Tona     | casa         | 1936                                                                  | 41° 51′ 06″ N, 2° 13′ 45″ E / 41.85173°N,2.22908°E ca:c. de les Maduixes 23                                |                                            |                                              | Modifica les dades a Wikidata |
|        | habitatge del c. Major 54 B                  | Tona     | casa         |                                                                       | 41° 51′ 09″ N, 2° 13′ 43″ E / 41.85246°N,2.2285°E ca:c. Major, 54B                                         |                                            |                                              | Modifica les dades a Wikidata |
|        | la Ferreria                                  | Tona     | casa         | Estil: arquitectura popular 16th century                              | 41° 51′ 34″ N, 2° 13′ 48″ E / 41.859417°N,2.230043°E ca:Av. del Balneari 565 msnm                          | bé cultural d'interès local                | La Ferreria (Tona)                           | Modifica les dades a Wikidata |

## casa forta
| imatge | Nom                 | Ubicat a | instància de     | Detalls                                 | coordenades                                                                                   | Protecció                                            | Commons (més fotos)        | Dades a WD                    |
| ------ | ------------------- | -------- | ---------------- | --------------------------------------- | --------------------------------------------------------------------------------------------- | ---------------------------------------------------- | -------------------------- | ----------------------------- |
|        | Casal de Mont-rodon | Tona     | casa forta masia | Estil: arquitectura gòtica 12nd century | 41° 51′ 53″ N, 2° 15′ 59″ E / 41.8648°N,2.26648°E ca:Crtra. BV-5305, trencall km 2,5 589 msnm | bé d'interès cultural bé cultural d'interès nacional | Casal de Mont-rodon (Tona) | Modifica les dades a Wikidata |
|        | Domus de Vilamajor  | Tona     | casa forta       | Estil: arquitectura popular             | 41° 51′ 40″ N, 2° 12′ 09″ E / 41.861209°N,2.20253°E                                           | bé d'interès cultural bé cultural d'interès nacional | Domus de Vilamajor (Tona)  | Modifica les dades a Wikidata |

## castell
| imatge | Nom               | Ubicat a | instància de | Detalls                     | coordenades                                          | Protecció                                            | Commons (més fotos)               | Dades a WD                    |
| ------ | ----------------- | -------- | ------------ | --------------------------- | ---------------------------------------------------- | ---------------------------------------------------- | --------------------------------- | ----------------------------- |
|        | Castell de Güells | Tona     | castell      | Estil: arquitectura popular | 41° 50′ 35″ N, 2° 11′ 57″ E / 41.843185°N,2.199033°E | bé d'interès cultural bé cultural d'interès nacional | Castell de Güells (Tona)          | Modifica les dades a Wikidata |
|        | castell de Tona   | Tona     | castell      |                             | 41° 51′ 18″ N, 2° 13′ 29″ E / 41.8549°N,2.22471°E    | bé d'interès cultural bé cultural d'interès nacional | Castell i església de Sant Andreu | Modifica les dades a Wikidata |

## edifici
| imatge | Nom                             | Ubicat a | instància de                    | Detalls                                                            | coordenades | Protecció                                  | Commons (més fotos)      | Dades a WD                    |
| ------ | ------------------------------- | -------- | ------------------------------- | ------------------------------------------------------------------ | --- | ------------------------------------------ | ------------------------ | ----------------------------- |
|        | Balneari Codina                 | Tona     | edifici                         | Estil: noucentisme 20th century                                    | 41° 50′ 55″ N, 2° 13′ 06″ E / 41.8485°N,2.21839°E ca:C. Manresa, 59 621 msnm                                                                                                   | bé cultural d'interès local                | Balneari Codina          | Modifica les dades a Wikidata |
|        | Balneari Roqueta                | Tona     | edifici                         | Arquitecte: Lluís Domènech i Montaner Estat: enderrocat o destruït | 41° 50′ 51″ N, 2° 13′ 41″ E / 41.847514°N,2.228143°E |                                            |                          | Modifica les dades a Wikidata |
|        | Balneari Segalers               | Tona     | edifici                         | Estil: arquitectura neoclàssica                                    | 41° 52′ 01″ N, 2° 12′ 33″ E / 41.866936°N,2.209236°E | bé integrant del patrimoni cultural català |                          | Modifica les dades a Wikidata |
|        | Balneari Ullastres              | Tona     | edifici                         | Estil: noucentisme 19th century                                    | 41° 51′ 37″ N, 2° 13′ 55″ E / 41.8603°N,2.23187°E ca:C. Dr. Antoni Bayés - c. Pintor Fortuny 561 msnm                                                                          | bé cultural d'interès local                | Balneari Ullastres       | Modifica les dades a Wikidata |
|        | Cinema i Cafè Orient            | Tona     | edifici                         | 20th century                                                       | 41° 51′ 01″ N, 2° 13′ 44″ E / 41.850358°N,2.228831°E ca:Pl. Major, 4 590 msnm                                                                                                  | bé integrant del patrimoni cultural català | Cinema i Cafè Orient     | Modifica les dades a Wikidata |
|        | Conjunt del Barri               | Tona     | edifici                         | 11st century                                                       | 41° 51′ 09″ N, 2° 13′ 18″ E / 41.85253°N,2.22173°E | bé integrant del patrimoni cultural català | Conjunt del Barri (Tona) | Modifica les dades a Wikidata |
|        | Hostal 4 Carreteres             | Tona     | edifici hostal hotel restaurant |                                                                    | 41° 50′ 44″ N, 2° 13′ 59″ E / 41.845604112698695°N,2.2330999374389653°E |                                            |                          | Modifica les dades a Wikidata |
|        | Hotel Prudenci                  | Tona     | edifici                         | Estil: racionalisme arquitectònic 20th century                     | 41° 50′ 55″ N, 2° 13′ 12″ E / 41.848668°N,2.219914°E ca:Cra. de Manresa, 55 - c. Lleida - av. Montseny 614 msnm                                                                | bé cultural d'interès local                | Hotel Prudenci           | Modifica les dades a Wikidata |
|        | Villa Rosa Carmen               | Tona     | edifici edifici residencial     | Estil: noucentisme 20th century                                    | 41° 51′ 24″ N, 2° 13′ 48″ E / 41.8566576°N,2.2300757°E 41° 51′ 24″ N, 2° 13′ 49″ E / 41.85663986206055°N,2.230143785476685°E ca:c. Doctor Bayés, 30 ca:Carrer Doctor Bayés, 30 |                                            |                          | Modifica les dades a Wikidata |
|        | conjunt de cases del carrer Nou | Tona     | edifici                         |                                                                    | 41° 50′ 49″ N, 2° 13′ 41″ E / 41.84694°N,2.22808°E ca:c. Nou, 4-6-8 |                                            |                          | Modifica les dades a Wikidata |
|        | la Guixera del Planell          | Tona     | edifici                         | Estil: arquitectura popular                                        | 41° 51′ 07″ N, 2° 12′ 21″ E / 41.851967°N,2.205923°E | bé integrant del patrimoni cultural català |                          | Modifica les dades a Wikidata |

## església
| imatge | Nom                                  | Ubicat a | instància de | Detalls                                                                         | coordenades                                                                             | Protecció                      | Commons (més fotos)               | Dades a WD                    |
| ------ | ------------------------------------ | -------- | ------------ | ------------------------------------------------------------------------------- | --------------------------------------------------------------------------------------- | ------------------------------ | --------------------------------- | ----------------------------- |
|        | Mare de Déu de la Salut de Tona      | Tona     | església     | Estil: arquitectura popular 19th century                                        | 41° 51′ 34″ N, 2° 13′ 47″ E / 41.859429°N,2.229594°E ca:Av. del Balneari 567 msnm       | bé cultural d'interès local    | Mare de Déu de la Salut de Tona   | Modifica les dades a Wikidata |
|        | Sant Andreu de Tona                  | Tona     | església     | Estil: arquitectura neoclàssica noucentisme arquitectura eclèctica 19th century | 41° 51′ 00″ N, 2° 13′ 38″ E / 41.849942°N,2.227093°E ca:Pl. de l'Església 597 msnm      | bé cultural d'interès local    | Sant Andreu de Tona               | Modifica les dades a Wikidata |
|        | Sant Andreu del Castell de Tona      | Tona     | església     | Estil: art preromànic arquitectura romànica                                     | 41° 51′ 14″ N, 2° 13′ 28″ E / 41.853994°N,2.224345°E                                    | bé cultural d'interès nacional | Castell i església de Sant Andreu | Modifica les dades a Wikidata |
|        | Sant Miquel de Vilageliu             | Tona     | església     | Estil: arquitectura romànica                                                    | 41° 50′ 21″ N, 2° 12′ 34″ E / 41.83915°N,2.20953889°E                                   | bé cultural d'interès local    | Sant Miquel de Vilageriu          | Modifica les dades a Wikidata |
|        | Santa Maria del Barri                | Tona     | església     | Estil: arquitectura romànica arquitectura gòtica                                | 41° 51′ 09″ N, 2° 13′ 19″ E / 41.8525°N,2.2219444444444°E                               | bé cultural d'interès local    | Església de Santa Maria del Barri | Modifica les dades a Wikidata |
|        | capella de Santa Maria de Mont-rodon | Tona     | església     | Estil: arquitectura romànica                                                    | 41° 51′ 52″ N, 2° 15′ 58″ E / 41.864345°N,2.266022°E ca:Crtra. BV-5305, trencall km 2,5 | bé cultural d'interès local    |                                   | Modifica les dades a Wikidata |

## masia
| imatge | Nom                     | Ubicat a | instància de | Detalls                                                           | coordenades                                                                                              | Protecció                                  | Commons (més fotos)   | Dades a WD                    |
| ------ | ----------------------- | -------- | ------------ | ----------------------------------------------------------------- | --- | ------------------------------------------ | --------------------- | ----------------------------- |
|        | Ca l'Agnès              | Tona     | masia        |                                                                   | 41° 50′ 31″ N, 2° 13′ 17″ E / 41.8420636766909°N,2.22136657482435°E                                      |                                            |                       | Modifica les dades a Wikidata |
|        | Cal Gravat              | Tona     | masia        | Estil: arquitectura popular 17th century                          | 41° 51′ 12″ N, 2° 13′ 18″ E / 41.85321°N,2.22177°E 647 msnm                                              | bé cultural d'interès local                | Cal Gravat (Tona)     | Modifica les dades a Wikidata |
|        | Cal Queu                | Tona     | masia        | Estil: arquitectura popular                                       | 41° 51′ 52″ N, 2° 14′ 12″ E / 41.864577°N,2.236683°E                                                     | bé cultural d'interès local                |                       | Modifica les dades a Wikidata |
|        | Can Ballús              | Tona     | masia        |                                                                   | 41° 52′ 19″ N, 2° 13′ 58″ E / 41.871997127819°N,2.23264415248299°E                                       |                                            |                       | Modifica les dades a Wikidata |
|        | Can Bruguera            | Tona     | masia        |                                                                   | 41° 52′ 11″ N, 2° 14′ 24″ E / 41.869597°N,2.240063°E 548 msnm                                            |                                            | Can Bruguera (Tona)   | Modifica les dades a Wikidata |
|        | Can Cavaller            | Tona     | masia        | Estil: arquitectura popular 19th century                          | 41° 51′ 44″ N, 2° 13′ 38″ E / 41.862278°N,2.227169°E ca:Prop del camí Ral i de la riera de Tona 578 msnm | bé cultural d'interès local                | Can Cavaller (Tona)   | Modifica les dades a Wikidata |
|        | Can Cucut               | Tona     | masia        | Estil: arquitectura popular                                       | 41° 52′ 02″ N, 2° 14′ 16″ E / 41.867139°N,2.237905°E                                                     | bé integrant del patrimoni cultural català |                       | Modifica les dades a Wikidata |
|        | Can Font                | Tona     | masia        | Estil: gòtic tardà arquitectura popular 16th century              | 41° 51′ 37″ N, 2° 13′ 49″ E / 41.860362°N,2.230287°E 565 msnm                                            | bé cultural d'interès local                | Can Font, Tona        | Modifica les dades a Wikidata |
|        | Can Panxeta             | Tona     | masia        |                                                                   | 41° 52′ 15″ N, 2° 13′ 53″ E / 41.8708804379693°N,2.23131992831393°E                                      |                                            |                       | Modifica les dades a Wikidata |
|        | Can Pinel               | Tona     | masia        |                                                                   | 41° 50′ 37″ N, 2° 12′ 58″ E / 41.843622032171°N,2.21609599372105°E                                       |                                            |                       | Modifica les dades a Wikidata |
|        | Can Postius             | Tona     | masia        | Estil: arquitectura popular 11st century                          | 41° 51′ 09″ N, 2° 13′ 21″ E / 41.852633°N,2.222442°E ca:el Barri 632 msnm                                | bé integrant del patrimoni cultural català | Can Postius (Tona)    | Modifica les dades a Wikidata |
|        | Can Rotlle              | Tona     | masia        |                                                                   | 41° 52′ 26″ N, 2° 14′ 02″ E / 41.8738433738246°N,2.23397176170478°E                                      |                                            |                       | Modifica les dades a Wikidata |
|        | Can Santes              | Tona     | masia        | Estil: arquitectura popular                                       | 41° 51′ 27″ N, 2° 12′ 03″ E / 41.857444°N,2.200919°E                                                     | bé integrant del patrimoni cultural català |                       | Modifica les dades a Wikidata |
|        | Can Xic de la Font      | Tona     | masia        | Estil: arquitectura popular                                       | 41° 51′ 40″ N, 2° 13′ 45″ E / 41.861111111111114°N,2.2291666666666665°E ca:Prop de la Riera 572 msnm     | bé cultural d'interès local                | Can Xic de la Font    | Modifica les dades a Wikidata |
|        | Capelat                 | Tona     | masia        |                                                                   | 41° 51′ 53″ N, 2° 14′ 28″ E / 41.8646681093012°N,2.24115412569885°E                                      |                                            |                       | Modifica les dades a Wikidata |
|        | Casa Nova del Planell   | Tona     | masia        | Estil: arquitectura popular                                       | 41° 50′ 53″ N, 2° 12′ 23″ E / 41.8479412259997°N,2.20632217393967°E                                      | bé cultural d'interès local                |                       | Modifica les dades a Wikidata |
|        | Casa Nova del Vendrell  | Tona     | masia        | Estil: arquitectura popular                                       | 41° 51′ 56″ N, 2° 12′ 57″ E / 41.865627°N,2.215768°E                                                     | bé integrant del patrimoni cultural català |                       | Modifica les dades a Wikidata |
|        | Colldarnau              | Tona     | masia        |                                                                   | 41° 50′ 59″ N, 2° 11′ 45″ E / 41.8496242530201°N,2.19578497241155°E                                      |                                            |                       | Modifica les dades a Wikidata |
|        | Corominons de la Creu   | Tona     | masia        | Estil: arquitectura popular 16th century                          | 41° 51′ 50″ N, 2° 13′ 53″ E / 41.863997°N,2.23143°E                                                      | bé cultural d'interès local                | Corominons de la Creu | Modifica les dades a Wikidata |
|        | Güells                  | Tona     | masia        | 18th century                                                      | 41° 50′ 33″ N, 2° 11′ 57″ E / 41.842509°N,2.19913°E ca:Ctra. N-141 km 40,2 768 msnm                      | bé cultural d'interès local                |                       | Modifica les dades a Wikidata |
|        | Hostal d'en Vall        | Tona     | masia        | Estil: arquitectura popular                                       | 41° 52′ 26″ N, 2° 14′ 11″ E / 41.873887°N,2.236413°E                                                     | bé cultural d'interès local                |                       | Modifica les dades a Wikidata |
|        | Maians                  | Tona     | masia        |                                                                   | 41° 57′ 58″ N, 2° 14′ 20″ E / 41.9662407181621°N,2.23902064433879°E                                      |                                            |                       | Modifica les dades a Wikidata |
|        | Pratgibert              | Tona     | masia        | Estil: arquitectura popular 18th century                          | 41° 51′ 58″ N, 2° 14′ 32″ E / 41.86599°N,2.242308°E 547 msnm                                             | bé cultural d'interès local                | Pratgibert            | Modifica les dades a Wikidata |
|        | Puig-raïmell            | Tona     | masia        |                                                                   | 41° 51′ 21″ N, 2° 14′ 32″ E / 41.8558116783779°N,2.24210215298303°E                                      |                                            |                       | Modifica les dades a Wikidata |
|        | Puigbonic               | Tona     | masia        |                                                                   | 41° 51′ 23″ N, 2° 13′ 00″ E / 41.8563072489266°N,2.21662780822152°E                                      |                                            |                       | Modifica les dades a Wikidata |
|        | Segalers                | Tona     | masia        | Estil: arquitectura popular                                       | 41° 51′ 58″ N, 2° 12′ 22″ E / 41.86624°N,2.206202°E                                                      | bé cultural d'interès local                |                       | Modifica les dades a Wikidata |
|        | Serrarols               | Tona     | masia        |                                                                   | 41° 50′ 19″ N, 2° 11′ 57″ E / 41.8387050716135°N,2.19923386647144°E 745 msnm                             |                                            |                       | Modifica les dades a Wikidata |
|        | Vall-llobera            | Tona     | masia        | Estil: arquitectura barroca                                       | 41° 51′ 31″ N, 2° 11′ 44″ E / 41.85851389°N,2.19544167°E 717.3 msnm                                      | bé cultural d'interès local                |                       | Modifica les dades a Wikidata |
|        | Vilageliu               | Tona     | masia        | Estil: arquitectura popular 16th century                          | 41° 50′ 18″ N, 2° 12′ 37″ E / 41.838427°N,2.210162°E ca:A 1,5 km font Codina 664 msnm                    | bé cultural d'interès local                | Vilageliu             | Modifica les dades a Wikidata |
|        | Vilamajor               | Tona     | masia        | 15th century                                                      | 41° 51′ 38″ N, 2° 12′ 11″ E / 41.860651°N,2.203027°E 663 msnm                                            | bé integrant del patrimoni cultural català |                       | Modifica les dades a Wikidata |
|        | el Barri                | Tona     | masia        | Estil: arquitectura popular                                       | 41° 51′ 10″ N, 2° 13′ 17″ E / 41.85268°N,2.221485°E ca:Av. Riambau, 25 630 msnm                          | bé cultural d'interès local                | El Barri (Tona)       | Modifica les dades a Wikidata |
|        | el Corc                 | Tona     | masia        |                                                                   | 41° 50′ 16″ N, 2° 13′ 09″ E / 41.8376715124477°N,2.21917962835211°E                                      |                                            |                       | Modifica les dades a Wikidata |
|        | el Garet                | Tona     | masia        | Estil: arquitectura popular                                       | 41° 52′ 14″ N, 2° 13′ 57″ E / 41.870518°N,2.2324°E                                                       | bé cultural d'interès local                |                       | Modifica les dades a Wikidata |
|        | el Gelech               | Tona     | masia        | Estil: arquitectura popular 16th century                          | 41° 50′ 49″ N, 2° 13′ 51″ E / 41.847055°N,2.230772°E 606 msnm                                            | bé cultural d'interès local                | El Gelech             | Modifica les dades a Wikidata |
|        | el Mas Riambau          | Tona     | masia        | Estil: arquitectura barroca arquitectura neoclàssica 18th century | 41° 51′ 08″ N, 2° 13′ 20″ E / 41.852361°N,2.222111°E ca:C. Lurdes, 26 627 msnm                           | bé cultural d'interès local                | Mas Riambau           | Modifica les dades a Wikidata |
|        | el Pla                  | Tona     | masia        | Estil: arquitectura popular                                       | 41° 52′ 09″ N, 2° 13′ 18″ E / 41.86909°N,2.22166°E                                                       | bé integrant del patrimoni cultural català |                       | Modifica les dades a Wikidata |
|        | el Planell              | Tona     | masia        | Estil: arquitectura popular                                       | 41° 51′ 07″ N, 2° 12′ 24″ E / 41.85196°N,2.206589°E                                                      | bé cultural d'interès local                |                       | Modifica les dades a Wikidata |
|        | el Planelló             | Tona     | masia        |                                                                   | 41° 51′ 17″ N, 2° 12′ 21″ E / 41.854856°N,2.205725°E                                                     | bé cultural d'interès local                |                       | Modifica les dades a Wikidata |
|        | el Prat de la Barroca   | Tona     | masia        | Estil: barroc                                                     | 41° 51′ 29″ N, 2° 12′ 24″ E / 41.858129°N,2.206529°E                                                     | bé cultural d'interès local                |                       | Modifica les dades a Wikidata |
|        | el Puig                 | Tona     | masia        |                                                                   | 41° 51′ 40″ N, 2° 14′ 10″ E / 41.8610404143529°N,2.23602824424155°E                                      |                                            |                       | Modifica les dades a Wikidata |
|        | el Savell               | Tona     | masia        | Estil: gòtic tardà arquitectura popular 16th century              | 41° 51′ 46″ N, 2° 14′ 24″ E / 41.86278°N,2.240102°E 552 msnm                                             | bé cultural d'interès local                | El Savell             | Modifica les dades a Wikidata |
|        | el Surell               | Tona     | masia        | Estil: arquitectura popular                                       | 41° 50′ 21″ N, 2° 12′ 57″ E / 41.8392076591145°N,2.21594511920477°E                                      | bé cultural d'interès local                |                       | Modifica les dades a Wikidata |
|        | el Vendrell             | Tona     | masia        | Estil: arquitectura neoclàssica                                   | 41° 51′ 48″ N, 2° 12′ 45″ E / 41.863376°N,2.21256°E                                                      | bé cultural d'interès local                |                       | Modifica les dades a Wikidata |
|        | el Vernet               | Tona     | masia        | Estil: arquitectura popular                                       | 41° 50′ 44″ N, 2° 12′ 31″ E / 41.845542°N,2.208725°E                                                     | bé cultural d'interès local                |                       | Modifica les dades a Wikidata |
|        | el Vilar                | Tona     | masia        |                                                                   | 41° 50′ 33″ N, 2° 12′ 45″ E / 41.8424803972201°N,2.21247235771731°E                                      |                                            |                       | Modifica les dades a Wikidata |
|        | el Xaloc                | Tona     | masia        |                                                                   | 41° 51′ 42″ N, 2° 13′ 57″ E / 41.8617827978232°N,2.2325494198212°E                                       |                                            |                       | Modifica les dades a Wikidata |
|        | els Plans de l'Alzina   | Tona     | masia        |                                                                   | 41° 50′ 12″ N, 2° 13′ 29″ E / 41.836764212259°N,2.22485127544618°E 619 msnm                              |                                            | Els Plans de l'Alzina | Modifica les dades a Wikidata |
|        | l'Aranyó                | Tona     | masia        | Estil: arquitectura popular                                       | 41° 52′ 16″ N, 2° 14′ 08″ E / 41.871021°N,2.235645°E                                                     | bé cultural d'interès local                |                       | Modifica les dades a Wikidata |
|        | la Bestreta             | Tona     | masia        | Estil: arquitectura popular                                       | 41° 50′ 57″ N, 2° 12′ 03″ E / 41.849139°N,2.200908°E                                                     | bé integrant del patrimoni cultural català |                       | Modifica les dades a Wikidata |
|        | la Canal                | Tona     | masia        | Estil: arquitectura popular 18th century Estat: ruïnós            | 41° 51′ 07″ N, 2° 13′ 51″ E / 41.85186°N,2.23093°E ca:Parc de la Canal 570 msnm                          | bé cultural d'interès local                | La Canal (Tona)       | Modifica les dades a Wikidata |
|        | la Coma                 | Tona     | masia        | Estil: arquitectura popular 16th century                          | 41° 51′ 56″ N, 2° 14′ 02″ E / 41.865422°N,2.233982°E 560 msnm                                            | bé cultural d'interès local                | La Coma (Tona)        | Modifica les dades a Wikidata |
|        | la Fontordera i jardins | Tona     | masia        | Estil: arquitectura popular                                       | 41° 50′ 37″ N, 2° 13′ 30″ E / 41.843513°N,2.225064°E ca:Final del carrer Nou 606 msnm                    | bé cultural d'interès local                | La Fontordera         | Modifica les dades a Wikidata |
|        | la Riera                | Tona     | masia        | Estil: arquitectura popular                                       | 41° 51′ 40″ N, 2° 14′ 03″ E / 41.861042°N,2.234206°E ca:Torrent de la Ferreria 559 msnm                  | bé cultural d'interès local                | La Riera (Tona)       | Modifica les dades a Wikidata |
|        | la Roureda              | Tona     | masia        |                                                                   | 41° 50′ 55″ N, 2° 13′ 04″ E / 41.8487493855797°N,2.21778008401389°E                                      |                                            |                       | Modifica les dades a Wikidata |
|        | les Escomes             | Tona     | masia        |                                                                   | 41° 51′ 00″ N, 2° 14′ 07″ E / 41.849984968989°N,2.2354129331618°E                                        |                                            |                       | Modifica les dades a Wikidata |

## molí d'aigua
| imatge | Nom              | Ubicat a | instància de | Detalls                     | coordenades                                                                       | Protecció                                  | Commons (més fotos) | Dades a WD                    |
| ------ | ---------------- | -------- | ------------ | --------------------------- | --------------------------------------------------------------------------------- | ------------------------------------------ | ------------------- | ----------------------------- |
|        | El Molí Vendrell | Tona     | molí d'aigua | Estil: arquitectura popular | 41° 51′ 33″ N, 2° 12′ 56″ E / 41.859058°N,2.215456°E 607 msnm                     | bé integrant del patrimoni cultural català |                     | Modifica les dades a Wikidata |
|        | Molí de la Canal | Tona     | molí d'aigua | 19th century                | 41° 51′ 04″ N, 2° 13′ 53″ E / 41.851235°N,2.231505°E ca:Passatge Molí de la Canal |                                            |                     | Modifica les dades a Wikidata |

## monument
| imatge | Nom                                        | Ubicat a | instància de                   | Detalls                                                 | coordenades                                                                                   | Protecció | Commons (més fotos) | Dades a WD                    |
| ------ | ------------------------------------------ | -------- | ------------------------------ | ------------------------------------------------------- | --------------------------------------------------------------------------------------------- | --------- | ------------------- | ----------------------------- |
|        | Monument Tona Ciutat Pubilla de la Sardana | Tona     | monument                       |                                                         | 41° 51′ 01″ N, 2° 13′ 38″ E / 41.850196838378906°N,2.227257013320923°E ca:Plaça de l'Església |           |                     | Modifica les dades a Wikidata |
|        | font de Sant Joan Baptista                 | Tona     | monument font obra escultòrica | Creador: Josep Ricart i Maymir Dedicat a: Joan Baptista | 41° 51′ 02″ N, 2° 13′ 42″ E / 41.850643157958984°N,2.2282490730285645°E ca:Carrer Major, 3    |           |                     | Modifica les dades a Wikidata |

## muntanya
| imatge | Nom                    | Ubicat a | instància de | Detalls | coordenades                                                       | Protecció | Commons (més fotos)       | Dades a WD                    |
| ------ | ---------------------- | -------- | ------------ | ------- | ----------------------------------------------------------------- | --------- | ------------------------- | ----------------------------- |
|        | Serrat del Castell     | Tona     | muntanya     |         | 41° 51′ 13″ N, 2° 13′ 28″ E / 41.85373333°N,2.22431667°E 701 msnm |           | Serrat del Castell (Tona) | Modifica les dades a Wikidata |
|        | serrat de Puigbonic    | Tona     | muntanya     |         | 41° 51′ 29″ N, 2° 13′ 17″ E / 41.8581°N,2.22134°E 672 msnm        |           | Serrat de Puigbonic       | Modifica les dades a Wikidata |
|        | serrat de Sant Valentí | Tona     | muntanya     |         | 41° 51′ 03″ N, 2° 11′ 51″ E / 41.85093306°N,2.19739167°E 861 msnm |           |                           | Modifica les dades a Wikidata |

## polígon industrial
| imatge | Nom                           | Ubicat a | instància de       | Detalls | coordenades                                                         | Protecció | Commons (més fotos) | Dades a WD                    |
| ------ | ----------------------------- | -------- | ------------------ | ------- | ------------------------------------------------------------------- | --------- | ------------------- | ----------------------------- |
|        | Polígon industrial El Verinal | Tona     | polígon industrial |         | 41° 51′ 08″ N, 2° 14′ 08″ E / 41.8523540530598°N,2.2354569998425°E  |           |                     | Modifica les dades a Wikidata |
|        | Polígon industrial Les Goules | Tona     | polígon industrial |         | 41° 51′ 16″ N, 2° 14′ 27″ E / 41.8544964031563°N,2.24069611189434°E |           |                     | Modifica les dades a Wikidata |

## Misc
| imatge | Nom                                    | Ubicat a                                                                    | instància de                                                                   | Detalls                                                | coordenades | Protecció                                            | Commons (més fotos)                | Dades a WD                    |
| ------ | -------------------------------------- | --------------------------------------------------------------------------- | ------------------------------------------------------------------------------ | ------------------------------------------------------ | --- | ---------------------------------------------------- | ---------------------------------- | ----------------------------- |
|        | Ajuntament de Tona                     | Tona                                                                        | casa consistorial                                                              | Estil: arquitectura popular 20th century               | 41° 51′ 00″ N, 2° 13′ 45″ E / 41.850005°N,2.229119°E ca:Pl. de l'Ajuntament 586 msnm | bé integrant del patrimoni cultural català           | Ajuntament de Tona                 | Modifica les dades a Wikidata |
|        | Antiga Casa del Comú                   | Tona                                                                        | edifici residencial edifici                                                    |                                                        | 41° 50′ 58″ N, 2° 13′ 42″ E / 41.84943389892578°N,2.228210687637329°E 41° 50′ 58″ N, 2° 13′ 41″ E / 41.84944°N,2.22812°E ca:Carrer Barcelona, 23 ca:c.Barcelona, 23                           |                                                      |                                    | Modifica les dades a Wikidata |
|        | Aqüeducte de Vilageliu                 | Tona Balenyà                                                                | aqüeducte romà pont                                                            | Estil: arquitectura popular 14th century Estat: malmès | 41° 50′ 16″ N, 2° 12′ 27″ E / 41.83788°N,2.20743°E ca:Torrent de Güells | bé cultural d'interès local                          |                                    | Modifica les dades a Wikidata |
|        | Balneari Roqueta                       | Tona                                                                        | edifici d'hotel balneari                                                       | Estil: modernisme català Estat: enderrocat o destruït  | 41° 51′ 37″ N, 2° 13′ 43″ E / 41.86014938354492°N,2.2286510467529297°E ca:Carrer de Sebastià Roqueta                                                                                          |                                                      |                                    | Modifica les dades a Wikidata |
|        | Bassa del Molí del Vendrell            | Tona                                                                        | bassa                                                                          |                                                        | 41° 51′ 32″ N, 2° 12′ 56″ E / 41.85902°N,2.21542°E |                                                      |                                    | Modifica les dades a Wikidata |
|        | Carrer Major                           | Tona                                                                        | carrer conjunt urbà                                                            |                                                        | 41° 51′ 07″ N, 2° 13′ 42″ E / 41.85188674926758°N,2.228430986404419°E ca:Carrer Major |                                                      |                                    | Modifica les dades a Wikidata |
|        | Conjunt escultòric “La Conversa”       | Tona                                                                        | obra escultòrica monument                                                      | 2002                                                   | 41° 50′ 54″ N, 2° 13′ 41″ E / 41.84842°N,2.22806°E 41° 50′ 54″ N, 2° 13′ 41″ E / 41.848411560058594°N,2.2280778884887695°E ca:c. Barcelona, 47 ca:Carrer Barcelona, 47 / Carrer Joan Maragall |                                                      |                                    | Modifica les dades a Wikidata |
|        | Escut de la Confraria de Sant Joan     | Tona                                                                        | escut d'armes element arquitectònic                                            | Estil: barroc 17th century                             | 41° 50′ 58″ N, 2° 13′ 41″ E / 41.849495°N,2.228117°E ca:C. Barcelona, 23 593 msnm | bé cultural d'interès nacional                       | Escut de la Confraria de Sant Joan | Modifica les dades a Wikidata |
|        | Forn de calç del Torrent de Sant Cugat | Tona                                                                        | forn de calç                                                                   | Estil: arquitectura popular                            | | bé integrant del patrimoni cultural català           |                                    | Modifica les dades a Wikidata |
|        | Granges La Serra                       | Tona                                                                        | granja                                                                         |                                                        | 41° 51′ 59″ N, 2° 14′ 13″ E / 41.8664499903535°N,2.2368555007312°E |                                                      |                                    | Modifica les dades a Wikidata |
|        | Gurri                                  | Seva Taradell Tona Malla Vic Santa Eugènia de Berga Gurb les Masies de Roda | curs d'aigua                                                                   | Desemboca: Ter                                         | 41° 49′ 55″ N, 2° 19′ 36″ E / 41.831953°N,2.326802°E 41° 59′ 03″ N, 2° 18′ 04″ E / 41.984104°N,2.301215°E 443 msnm                                                                            |                                                      | Gurri                              | Modifica les dades a Wikidata |
|        | Pont de Güells                         | Tona                                                                        | pont                                                                           |                                                        | 41° 50′ 28″ N, 2° 11′ 42″ E / 41.8410088435661°N,2.1950858708453°E |                                                      |                                    | Modifica les dades a Wikidata |
|        | Portals a la plaça de l'Hostal         | Tona                                                                        | estructura arquitectònica                                                      |                                                        | 41° 50′ 51″ N, 2° 13′ 42″ E / 41.84759521484375°N,2.2282919883728027°E ca:Plaça de l'Hostal                                                                                                   |                                                      |                                    | Modifica les dades a Wikidata |
|        | Pou del Balneari Roqueta               | Tona                                                                        | pou                                                                            | Estil: arquitectura popular                            | 41° 51′ 37″ N, 2° 13′ 43″ E / 41.860302°N,2.228733°E ca:Parc Roqueta 568 msnm | bé cultural d'interès local                          | Pou del Balneari Roqueta           | Modifica les dades a Wikidata |
|        | Quadra de Mont-rodon                   | Tona                                                                        | ens local històric de Catalunya quadra                                         |                                                        | 41° 51′ 53″ N, 2° 15′ 59″ E / 41.8648°N,2.26648°E |                                                      |                                    | Modifica les dades a Wikidata |
|        | Tona                                   | Tona                                                                        | entitat singular de població capital municipal ens local històric de Catalunya | 8499 hab                                               | 41° 50′ 52″ N, 2° 13′ 41″ E / 41.84789°N,2.22808°E 597 msnm |                                                      |                                    | Modifica les dades a Wikidata |
|        | Torrellebreta                          | Tona                                                                        | vèrtex geodèsic                                                                | Alt: 1.2m                                              | 41° 51′ 21″ N, 2° 14′ 46″ E / 41.855962°N,2.246207°E 637.654 msnm |                                                      |                                    | Modifica les dades a Wikidata |
|        | Turons de la Plana Ausetana            | Gurb Tona Seva Malla Taradell                                               | àrea protegida Pla d'Espais d'Interès Natural                                  | 1992 Superfície: 674.91719ha                           | 41° 56′ 42″ N, 2° 11′ 46″ E / 41.945°N,2.196°E |                                                      | Turons de la Plana Ausetana        | Modifica les dades a Wikidata |
|        | cases del carrer Barcelona             | Tona                                                                        | conjunt urbà                                                                   |                                                        | 41° 51′ 00″ N, 2° 13′ 41″ E / 41.84988021850586°N,2.228148937225342°E ca:Carrer Barcelona, 1 - 18                                                                                             |                                                      |                                    | Modifica les dades a Wikidata |
|        | creu de Corminons                      | Tona                                                                        | creu de terme                                                                  |                                                        | 41° 51′ 52″ N, 2° 13′ 54″ E / 41.86454272220485°N,2.2315453654889534°E |                                                      | Creu de Corminons                  | Modifica les dades a Wikidata |
|        | el Camp de les Lloses                  | Tona                                                                        | jaciment arqueològic                                                           |                                                        | 41° 51′ 04″ N, 2° 13′ 29″ E / 41.85111389°N,2.22468889°E 600 msnm | bé d'interès cultural bé cultural d'interès nacional | El Camp de les Lloses              | Modifica les dades a Wikidata |
|        | font del Raval                         | Tona                                                                        | font                                                                           | 1970                                                   | 41° 50′ 53″ N, 2° 13′ 45″ E / 41.84813°N,2.229289°E ca:c. Raval. Davant del n. 21 |                                                      |                                    | Modifica les dades a Wikidata |
|        | serrat de Font Joana                   | Collsuspina Muntanyola Tona                                                 | serra                                                                          |                                                        | 41° 51′ 54″ N, 2° 11′ 29″ E / 41.86510833°N,2.19138333°E 927.7 msnm |                                                      |                                    | Modifica les dades a Wikidata |
|        | xemeneia de la Fàbrica Codina          | Tona                                                                        | xemeneia de fàbrica                                                            | Estil: arquitectura popular 19th century               | 41° 50′ 58″ N, 2° 13′ 39″ E / 41.849317°N,2.227522°E ca:C. de Barcelona - pl. de l'Església 598 msnm                                                                                          | bé cultural d'interès local                          | Xemeneia de la Fàbrica Codina      | Modifica les dades a Wikidata |